# THE IDOLM@STER Vocal Collection
'THE IDOLM@STER Vocal Collection' (아이돌마스터 보컬 콜렉션)은 2010년 2월 24일부터 프런티어 워크스에서 발매된 앨범 시리즈이다.

## 개요
아케이드 게임 'THE IDOLM@STER' 관련 CD시리즈. WEB 라디오에서 발표된 곡, 드라마 CD 'Eternal Prism'으로 새로 써진 곡, 또 이 CD를 위해서 준비된 신곡을 수록하고 있다.

## 01
수록곡
1. J☆U☆M☆P
가: 아마미 하루카(나카무라 에리코) · 타카츠키 야요이(니고 마야코) · 호시이 미키(하세가와 아키코)
작사: yura, 작곡·편곡: 타카다 류이치
'라디오de아이마STAR☆ '테마 송
2. 당신의 한 마디
가: 아마미 하루카(나카무라 에리코)·키사라기 치하야(이마이 아사미) · 타카츠키 야요이(니고 마야코)
작사: 이나마을 사치코, 작곡·편곡: NBGI(사사키 히로시인)
'라디오de아이마SHOW! '후기 테마 송
3. SHINING STAR★삼
가: 아마미 하루카(나카무라 에리코)·키사라기 치하야(이마이 아사미)·하기와라 유키호(하세 유리나)
작사: 이시카와회리, 작곡·편곡: 잇시키 마미, 편곡: 이시카와 케이수
'라디오de아이마SHOW!'전기 테마 송
4. 스트레이트 러브! (765 프로 Ver. )
가: 아마미 하루카(나카무라 에리코)·미나세 이오리(쿠기미야 리에) · 키쿠치 마코토(히라타 히로미)
작사: 나카무라 메구미, 작곡·편곡: 사사키 히로시인
'Eternal Prism 01'수록곡
5. 흰 개
가: 타카츠키 야요이(니고 마야코)·아키즈키 리츠코(와카바야시 나오미) · 후타미 아미/마미(시모다 아사미)
작사: yura, 작곡·편곡: Funta
'Eternal Prism 02'수록곡
6. Melted Snow(961 프로 Ver. )
가: 호시이 미키(하세가와 아키코)·가나하 히비키(누마쿠라 마나미) · 시죠 타카네(하라 유미)
작사: 나카무라 메구미, 작곡·편곡: 사사키 히로시인
'Eternal Prism 03'수록곡
7. FO(U)R
가: 아마미 하루카(나카무라 에리코)·키사라기 치하야(이마이 아사미)·타카츠키 야요이(니고 마야코)
작사: yura, 작곡·편곡: 고사키 사토루
'아이돌마스터 Radio For You! '테마 송
8. 스트레이트 러브! (아마미 하루카 솔로 Ver. )
가: 아마미 하루카(나카무라 에리코)
9. 흰 개(타카츠키 야요이 솔로 Ver. )
가: 타카츠키 야요이(니고 마야코)
10. Melted Snow(시죠 타카네 솔로 Ver. )
가: 시죠 타카네(하라 유미)
11. J☆U☆M☆P(호시이 미키솔로 Ver. )
가: 호시이 미키(하세가와 아키코)
12. CD라지☆쇼핑 마스터 Vol. 1

## 02
수록곡
1. Virgin Load
가: 키쿠치 마코토(히라타 히로미)·호시이 미키(하세가와 아키코)·시죠 타카네(하라 유미)
작사: yura Dark, 작곡·편곡: 사사키 히로시인
신곡
2. Looking For Love
가: 아마미 하루카(나카무라 에리코)·호시이 미키(하세가와 아키코)
작사: 나카무라 메구미, 작곡·편곡: 사사키 히로시인
'아이돌마스터 P.S.프로듀서 '테마 송
3. 사이 좋게 있자♡
가: 타카츠키 야요이(니고 마야코)·미나세 이오리(쿠기미야 리에)
작사: 나카무라 메구미·cota, 작곡·편곡: cota, 편곡: prof.LM
신곡
4. 스트레이트 러브! (961 프로 Ver. )
가: 호시이 미키(하세가와 아키코)·가나하 히비키(누마쿠라 마나미)·시죠 타카네(하라 유미)
작사: 나카무라 메구미, 작곡·편곡: 사사키 히로시인
'Eternal Prism 01'수록곡
5. 검은 개
가: 호시이 미키(하세가와 아키코)·가나하 히비키(누마쿠라 마나미)·시죠 타카네(하라 유미)
작사: 나카무라 메구미, 작곡·편곡: 사사키 히로시인
'Eternal Prism 02'수록곡
6. Melted Snow(765 프로 Ver. )
가: 키사라기 치하야(이마이 아사미)·하기와라 유키호(하세 유리나)·미우라 아즈사(타카하시 치아키)
작사: 나카무라 메구미, 작곡·편곡: 사사키 히로시인
'Eternal Prism 03'수록곡
7. FO(U)R(REMIX-A)
가: 아마미 하루카(나카무라 에리코)·타카츠키 야요이(니고 마야코)·호시이 미키(하세가와 아키코)
작사: yura, 작곡·편곡: 고사키 사토루, 어레인지: 타카다 류이치
8. Looking For Love(아마미 하루카 솔로 Ver. )
가: 아마미 하루카(나카무라 에리코)
9. 스트레이트 러브! (호시이 미키솔로 Ver. )
가: 호시이 미키(하세가와 아키코)
10. 검은 개(가나하 히비키 솔로 Ver. )
가: 가나하 히비키(누마쿠라 마나미)
11. Melted Snow(미우라 아즈사 솔로 Ver. )
가: 미우라 아즈사(타카하시 치아키)
12. FO(U) R(REMIX-A)(키사라기 치하야 솔로 Ver. )
가: 키사라기 치하야(이마이 아사미)
13. CD라지☆쇼핑 마스터 forever ...